# (39699) Ernestocorte
(39699) Ernestocorte  es un asteroide perteneciente al cinturón de asteroides, descubierto el 12 de octubre de 1996 por Vittorio Goretti desde el Observatorio de Pianoro, en Italia.

## Designación y nombre
Ernestocorte se designó inicialmente como 1997 SO4.
Más adelante fue nombrado en honor al pionero estadounidense en el uso de la radiación en el análisis de materiales Ernesto Corte.

## Características orbitales
Ernestocorte orbita a una distancia media del Sol de 2,3486 ua, pudiendo acercarse hasta 1,8024 ua y alejarse hasta 2,8949 ua. Tiene una excentricidad de 0,2325 y una inclinación orbital de 2,2790° grados. Emplea en completar una órbita alrededor del Sol 1314 días.

## Características físicas
Su magnitud absoluta es 15,6.